# Kotjärnen (Degerfors socken, Västerbotten, 715715-166695)
Kotjärnen är en sjö i Vindelns kommun i Västerbotten och ingår i Umeälvens huvudavrinningsområde.